# Jean-Pierre Vidal
Jean-Pierre Vidal, född 24 februari 1977 är en fransk alpin skidåkare.
Som ung skidåkare, deltog han enbart i störtlopp. Efter att ha skadat sitt knä beslutade han sig för att satsa på slalom. 2002 hade han sitt bästa år, han vann guld i OS 2002. En sång gjordes för honom (Slalom dans la tête) och i den franska skidorten, döptes en lift efter hans guldmedalj (Médaille d'Or i La Toussuire). Efter hans fantastiska år var han tillbaka på topp först 2006. I januari 2006 vann han en tävling Kitzbühel. Knappt en månad senare, den 24 februari 2006 bröt han sin underarm under träningen inför OS 2006 i Turin. Han beslutade då att avsluta sin proffskarriär. Vid den tiden, var OS 2006 inte över än.

## Världscupssegrar
| Datum            | Plats         | Disciplin |
| ---------------- | ------------- | --------- |
| 22 december 2001 | Kranjska Gora | Slalom    |
| 22 januari 2006  | Kitzbühel     | Slalom    |